# Metro-North Railroad
La Metro-North Railroad è un servizio ferroviario suburbano che serve la città di New York e suoi sobborghi posti a nord, nelle aree sud-orientali degli stati di New York e Connecticut. È gestita dalla Metropolitan Transportation Authority (MTA), che gestisce anche la Long Island Rail Road, attraverso la MTA Metro-North Railroad.
Il servizio si compone di cinque linee, tre si diramano verso nord a partire dal Grand Central Terminal di New York, mentre due si diramano dalla stazione di Hoboken, sulla sponda occidentale del fiume Hudson dirigendosi nello stato del New Jersey. Quest'ultime, la linea Port Jervis e parte della linea Pascack Valley, sono di proprietà della MTA Metro-North Railroad, ma sono gestite dalla New Jersey Transit Rail Operations sotto contratto con la Metropolitan Transportation Authority. La MTA mantiene comunque la giurisdizione, attraverso la Metro-North, sulle linee ferroviarie sulle sponde occidentali e orientali del fiume Hudson nello Stato di New York. 
Ci sono 124 stazioni sulle cinque linee attive della Metro-North Railroad, che operano su più di 1,267 km (787 miglia) di binari, con il sistema ferroviario passeggeri che totalizza 620 km (385 miglia) di lunghezza totale. Quello della Metro-North Railroad è il secondo più trafficato sistema ferroviario in Nord America in termini di affluenza annuale, dietro alla Long Island Rail Road e davanti alla NJ Transit (entrambe servono anche la città di New York). Nel 2022, il sistema ha registrato un'affluenza di 52 197 600 passeggeri, o circa 208,200 ogni giorno feriale considerando il terzo trimestre del 2023.

## La rete
Nel 2015, ha trasportato in totale 85 747 600 passeggeri, posizionandosi terza tra le reti suburbane più trafficate degli Stati Uniti d'America, dietro solo alle reti della Long Island Rail Road e della New Jersey Transit Rail. Nel 2022, il sistema ha registrato un'affluenza di 52 197 600 passeggeri. 

### Sponda occidentale dell'Hudson
Tre linee forniscono servizio passeggeri sul lato est del fiume Hudson fino al Grand Central Terminal a Manhattan: le linee Hudson, Harlem e New Haven. Le linee Hudson e Harlem terminano rispettivamente a Poughkeepsie e Wassaic, nello Stato di New York.
La linea New Haven è gestita attraverso una partnership tra la Metro-North e lo Stato del Connecticut. Il Dipartimento dei Trasporti del Connecticut (CTDOT) è proprietario dell'armamento e delle stazioni all'interno del Connecticut e per questo rimane l'ente che finanzia e realizza miglioramenti infrastrutturali. La MTA possiede l'armamento e le stazioni all'interno dello Stato di New York. Ad ogni modo, la MTA svolge la manutenzione ordinaria e fornisce servizi di polizia per l'intera linea. Per quanto riguarda nuovi treni e locomotive, questi vengono generalmente acquistati in accordo congiunto tra la MTA e il CTDOT, con i due enti che pagano rispettivamente il 33,3% e il 66,7% dei costi.
Poiché la linea New Haven fa parte del Corridoio Nord-Est di Amtrak, l'azienda opera servizi ferroviari interurbani lungo le linee New Haven e Hudson.
| Linea           | Percorso                                                     | Stazioni | Lunghezza |
| --------------- | ------------------------------------------------------------ | -------- | --------- |
| Linea Harlem    | Grand Central ↔ Wassaic                                      | 38       | 132 km    |
| Linea Hudson    | Grand Central ↔ Poughkeepsie                                 | 29       | 118 km    |
| Linea New Haven | Grand Central ↔ New Canaan / Danbury / Waterbury / New Haven | 47       | 212 km    |

### Sponda orientale dell'Hudson
Metro-North fornisce servizio a ovest del fiume Hudson su treni con partenza dalla città di Hoboken, nel New Jersey. Questi sono gestiti congiuntamente con NJ Transit. Il servizio è composto da due linee: la linea Port Jervis e la linea Pascack Valley. La Port Jervis Line si divide per parte del suo percorso su due tracciati, la linea principale, detta Main Line, e la variante di percorso, la linea Bergen County.

## Galleria d'immagini

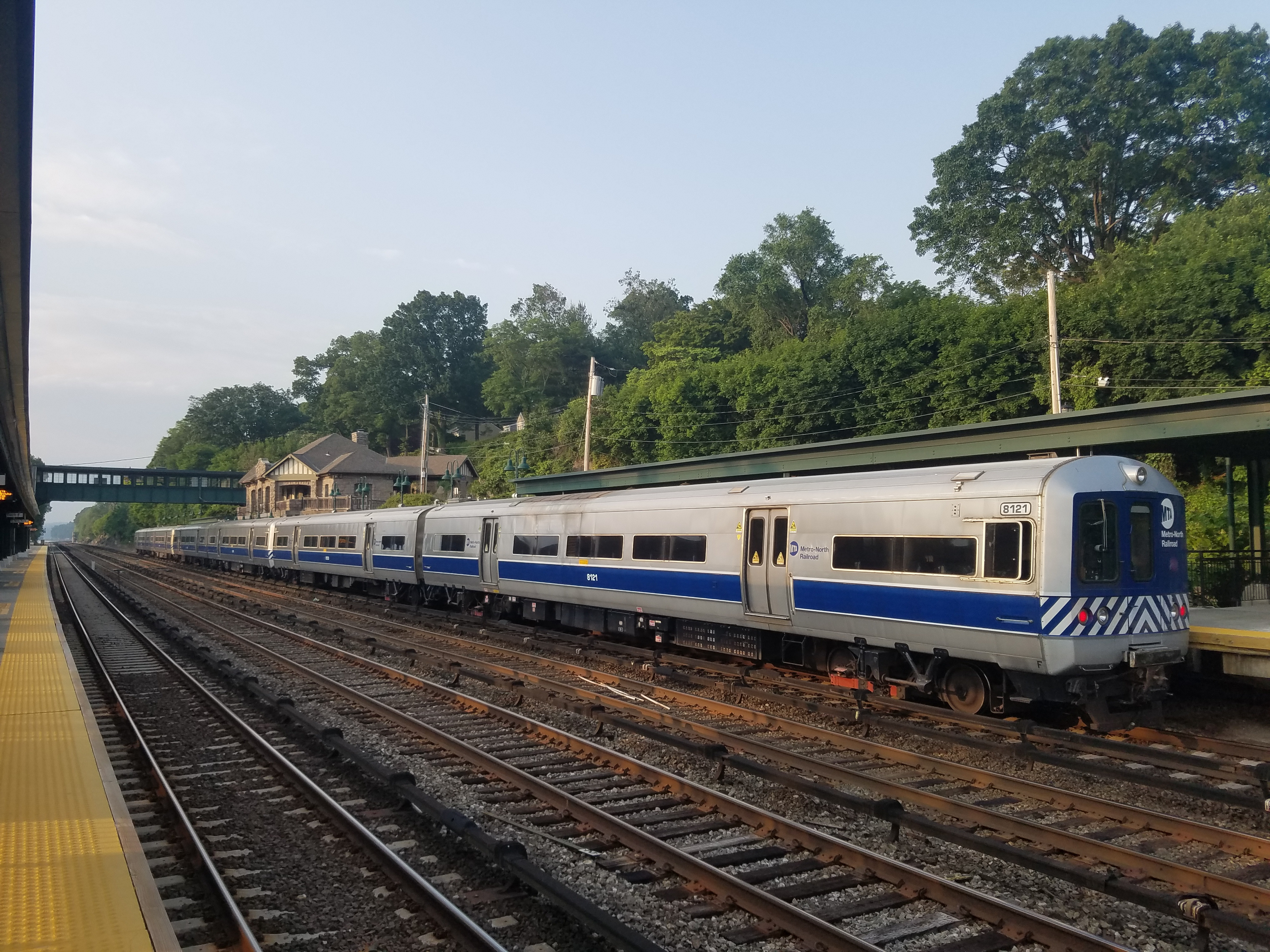
Treno M3 della Linea Hudson presso la stazione di Philipse Manor
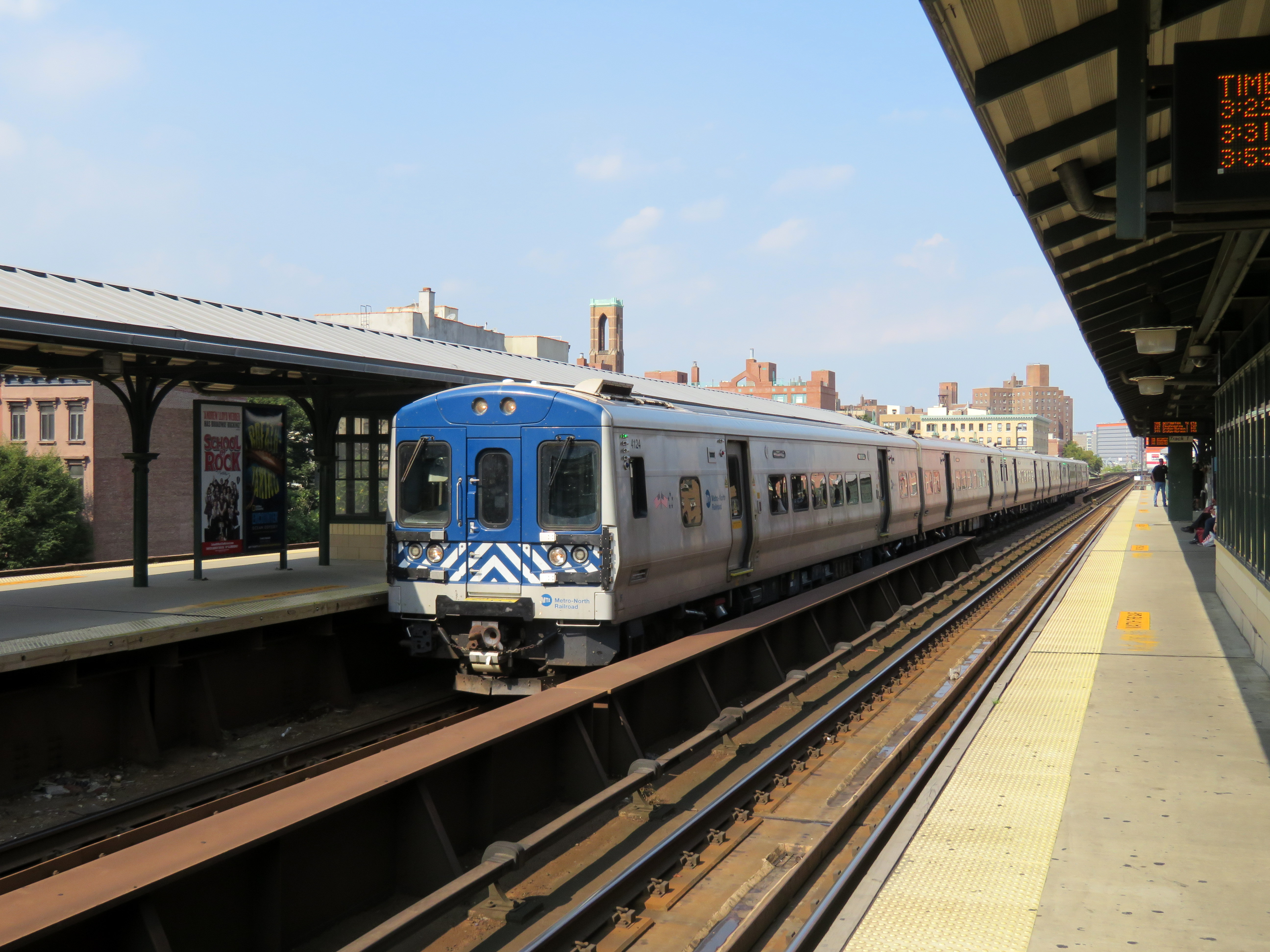
Treno tipo M7 diretto alla Grand Central Station presso la fermata Harlem–125th Street
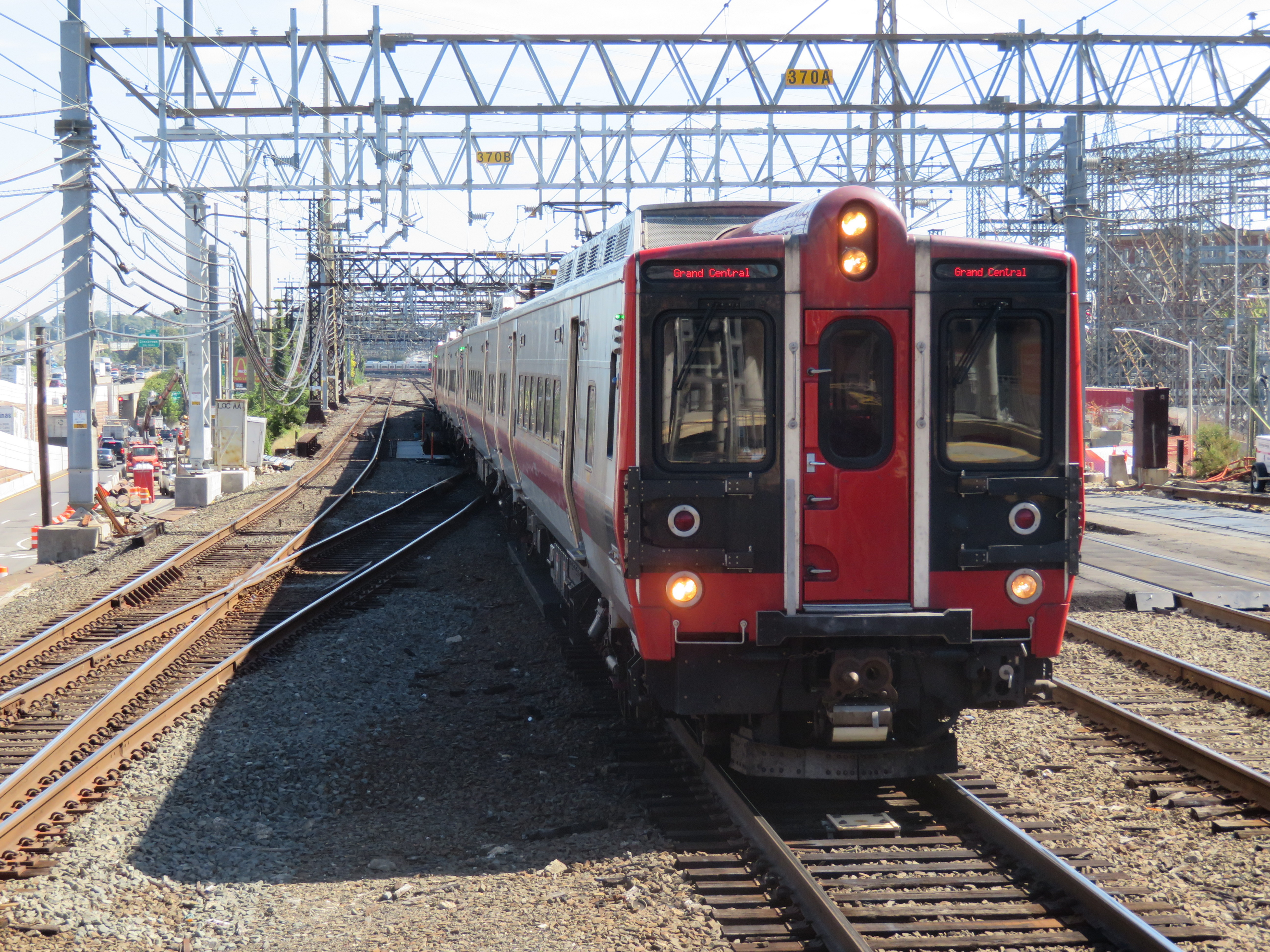
Treno della Linea New Haven in arrivo alla stazione di Stamford
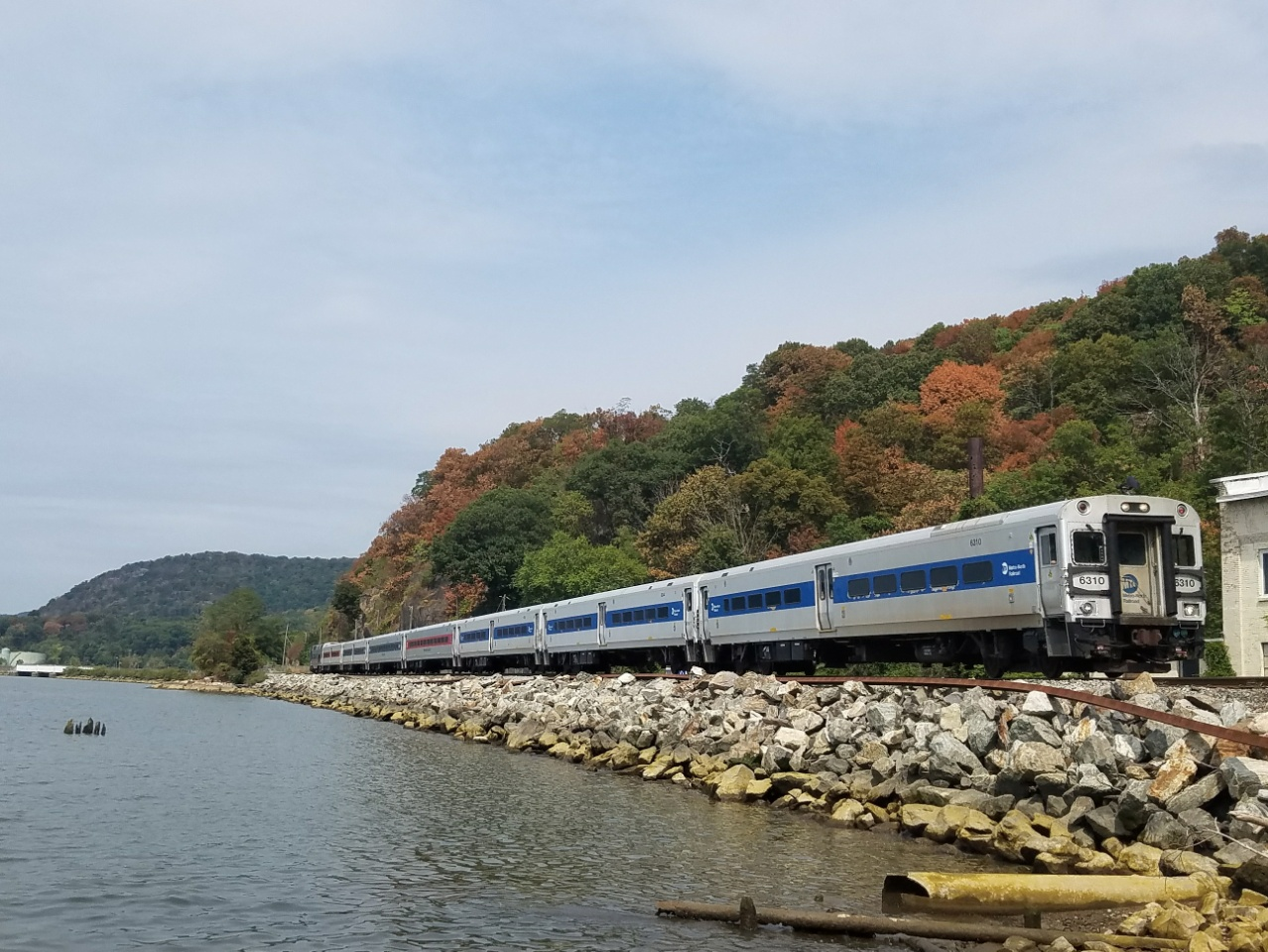
Treno della Linea Hudson presso Peekskill